# Filip Dewinter
Philip Michel Frans (Filip) Dewinter (Brugge, 11 september 1962) is een Belgisch Vlaams-nationalistisch politicus en kopstuk van het Vlaams Belang en voorheen van het Vlaams Blok.

## Biografie

### Afkomst en opleiding
Filip Dewinter werd op 11 september 1962 geboren in Brugge als enig kind van Roger Dewinter en diens echtgenote Micheline Mengé. Vader Roger Dewinter studeerde geneeskunde aan de Katholieke Universiteit Leuven toen deze tijdens de Tweede Wereldoorlog door de Duitse bezetter werd gesloten. Uit vrees om in nazi-Duitsland verplicht te worden tewerkgesteld dook hij onder, maar werd al snel opgepakt. Na enkele weken opsluiting in de Brugse gevangenis Pandreitje werd hij afgevoerd en als dwangarbeider tewerkgesteld in een munitiefabriek van Messerschmidt in Hamburg. Niet meer in staat om zijn studies te hervatten ging hij na de oorlog aan de slag bij de NMBS, waar hij stationschef van Zeebrugge werd. Naar eigen zeggen was grootvader (langs moederszijde) Frans Mengé een politieofficier in Blankenberge die tijdens de Tweede Wereldoorlog actief was als verzetsstrijder van de Witte Brigade in de kuststreek.
Tijdens zijn schooltijd aan het Sint-Franciscus-Xaveriusinstituut te Brugge begon Filip Dewinter zich te interesseren voor de Vlaamse strijd en werd hij politiek actief. Hij richtte er in 1978 als zestienjarige de Vlaamse Scholieren Actie Groep op, die hij in 1979 samen met zijn jeugdvriend Frank Vanhecke omdoopte tot het Nationalistisch JongStudentenVerbond (NJSV). In 1978 was hij ook kortstondig lid van de Vlaamse Volkspartij (VVP), dat in 1979 onderdeel werd van het Vlaams Blok. Daarnaast was hij ook nog lid van de Brugse KSA-afdeling Parsival en de Brugse Koninklijke Roei- en Watersportclub. In september 1982 verhuisde hij naar Antwerpen om er politieke en sociale wetenschappen te gaan studeren aan de Universitaire Faculteiten Sint-Ignatius Antwerpen. Hij werd er lid van de Antwerpse NSV-afdeling, waarvan hij van 1983 tot 1985 preses was.
In 1983 verliet hij de universiteit zonder diploma en ging hij twee jaar journalistiek studeren aan de NUHO Erasmushandelsschool. Na zijn studies werkte hij van 1984 tot 1985 als journalist voor de krant De Nieuwe Gids, de Antwerpse editie van Het Volk.

### Politieke loopbaan
In 1981 werd hij op vraag van partijvoorzitter Karel Dillen lid van het Vlaams Blok. In oktober 1985 werd Dewinter voor deze partij verkozen tot provincieraadslid van Antwerpen. Hij werd fractievoorzitter en bleef in de provincieraad zetelen tot in december 1987. Van 1987 tot 1990 was hij de eerste voorzitter van Vlaams Blok Jongeren. Ook stond hij als organisatieverantwoordelijke in voor de uitbouw van de partijstructuren van het Vlaams Blok: van 1987 tot 2004 was hij secretaris van het Nationalistisch Vormingsinstituut en redactielid van het Vlaams Blok Kaderblad.
In december 1987 werd hij voor het arrondissement Antwerpen verkozen in de Kamer van volksvertegenwoordigers, waar hij bleef zetelen tot in mei 1995. Hierdoor was hij van 1988 tot 1995 automatisch ook lid van de Vlaamse Raad, waar hij in 1992 Vlaams Blok-fractievoorzitter werd. Na de verkiezingen van 1995 maakte hij de overstap naar het Vlaams Parlement. Hij bleef er zetelen tot in mei 2014 en was er van juni 1995 tot april 2012 fractieleider voor Vlaams Blok/Vlaams Belang. In het Vlaams Parlement werd hij lid van de commissies Binnenlandse Aangelegenheden, Stadsvernieuwing en Huisvesting. Van april 2012 tot mei 2014 ondervoorzitter van het Vlaams Parlement.
Onder zijn impuls ging het Vlaams Blok zich profileren in de vreemdelingenthematiek, waarbij Dewinter zich liet inspireren door het opkomende Front National van Jean-Marie Le Pen in Frankrijk. Hij ijverde voor een harde aanpak van criminaliteit, het terugdringen van immigratie en hardere eisen met betrekking tot integratie. Zijn standpunten worden door politieke waarnemers bestempeld als rechts-populistisch of zelfs racistisch. Dewinter was samen met Gerolf Annemans de auteur van het beruchte 70-puntenplan, dat begin jaren negentig werd gepubliceerd, een beleidsnota van 70 artikelen, met anti-islamvoorstellen als het intrekken van de islamitische eredienst en het drastisch verminderen van het aantal moskeeën en concrete voorstellen van de terugkeer van Turkse en Marokkaanse migranten te organiseren. Ook werd hij een aanhanger van de omvolkingstheorie, de complottheorie die stelt dat immigratie doelbewust wordt georganiseerd om de blanke bevolking van Europa te verdringen.
In oktober 1988 was het Vlaams Blok doorgebroken in de stad Antwerpen, waar de partij bijna 18 procent van de stemmen had behaald. In 1994 verhuisde Dewinter van Brasschaat naar Ekeren om de Antwerpse Vlaams Blok-lijst bij de gemeenteraadsverkiezingen van oktober dat jaar aan te voeren. Onder zijn leiding groeide de partij naar 28 procent en werd ze de grootste, terwijl Dewinter met 42.000 voorkeurstemmen de populairste politicus werd. Door het cordon sanitaire was bestuursdeelname onmogelijk en begin januari 1995 werd hij fractieleider in de gemeenteraad. In oktober 2000 klom de partij naar bijna 33 procent en bleef ze de grootste van de Scheldestad. Zes jaar later, in oktober 2006, ging het Vlaams Belang nog een halve procent vooruit, maar leed Dewinter een overwinningsnederlaag, want de socialisten van burgemeester Patrick Janssens wisten met 35 procent beter te scoren. Vanaf dan ging het electoraal bergaf met het Vlaams Belang in de stad Antwerpen, dat er vanaf dan rond de 10 procent schommelde. Op 5 januari 2020 gaf hij de fakkel als fractieleider van het Vlaams Belang voor de gemeenteraad in de stad Antwerpen door aan zijn leerling, Sam van Rooy. Niettemin bleef Dewinter de Antwerpse kopman van de partij, bij de gemeenteraadsverkiezingen van oktober 2024 voerde hij nogmaals de Vlaams Belang-lijst aan.

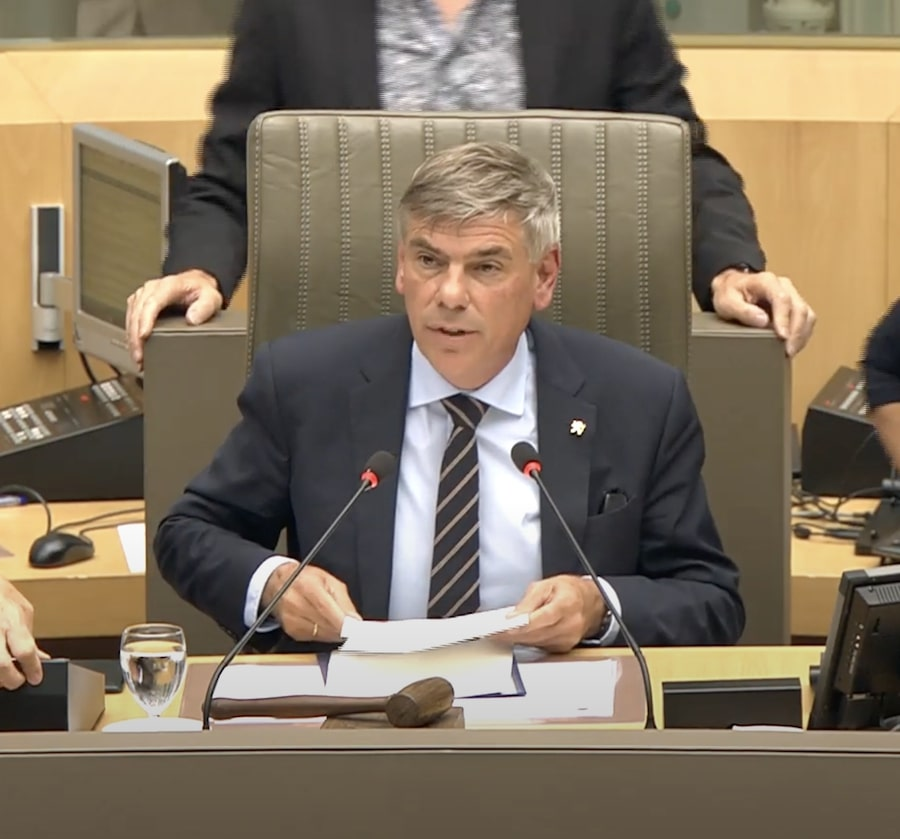
Dewinter als voorzitter van het Vlaams Parlement

Bij de verkiezingen van mei 2014 stond Dewinter op de Antwerpse Vlaams Belang-lijst voor de Kamerverkiezingen en werd hij opnieuw verkozen tot Kamerlid, wat hij bleef tot in mei 2019. Bij de Vlaamse verkiezingen van mei 2019 trok Dewinter de Antwerpse Vlaams Belang-lijst voor het Vlaams Parlement. Hij werd verkozen met 93.751 voorkeurstemmen, waarmee hij na N-VA-lijsttrekker Bart De Wever het hoogste aantal voorkeurstemmen behaalde. Na deze verkiezingen werd hij eerste ondervoorzitter van het Vlaams Parlement. Op 11 juli 2019 werd hij vanuit deze functie na het ontslag van voorzitter Kris Van Dijck (N-VA) de facto voorzitter van het Vlaams Parlement. Na twee dagen werd het Vlaams Parlement uitzonderlijk bijeengeroepen voor de verkiezing van een opvolger. Dat werd Wilfried Vandaele (N-VA), de enige kandidaat. Dewinter trad als eerste ondervoorzitter tijdens de legislatuur wel meermaals op als vervanger. Hij bleef deze functie bekleden tot in 2024.
In 2024 liet hij het lijsttrekkerschap voor de Vlaamse verkiezingen over aan Tom Van Grieken. Dewinter werd lijstduwer. Met een persoonlijke score van 11.974 voorkeurstemmen werd Dewinter herkozen in het Vlaams Parlement, waarna hij als lid met de hoogste anciënniteit de openingszitting van de assemblee voorzat. In het vast bureau dat vervolgens werd samengesteld, werd Dewinter secretaris.

## Politieke standpunten
Dewinter is een tegenstander van, wat hij noemt, de "politieke islam". Naar eigen zeggen viseert hij niet de moslims, wel de islam als ideologie. In zijn verzetgids tegen de islam pleitte hij voor het schrappen van 164 jihad-verzen uit de Koran om een Europese islam te kunnen realiseren.
In maart 1990 betuigde hij in een opiniestuk in de krant Le Soir zijn steun aan de pas als Europarlementariër verkozen Frans-nationalistische en voor xenofobie en negationisme veroordeelde Jean-Marie Le Pen, die volgens hem het slachtoffer was van een haatcampagne.
In 2010 nam hij deel aan een door Likud georganiseerde conferentie in Israël over de strijd tegen het terrorisme.

## Controverses

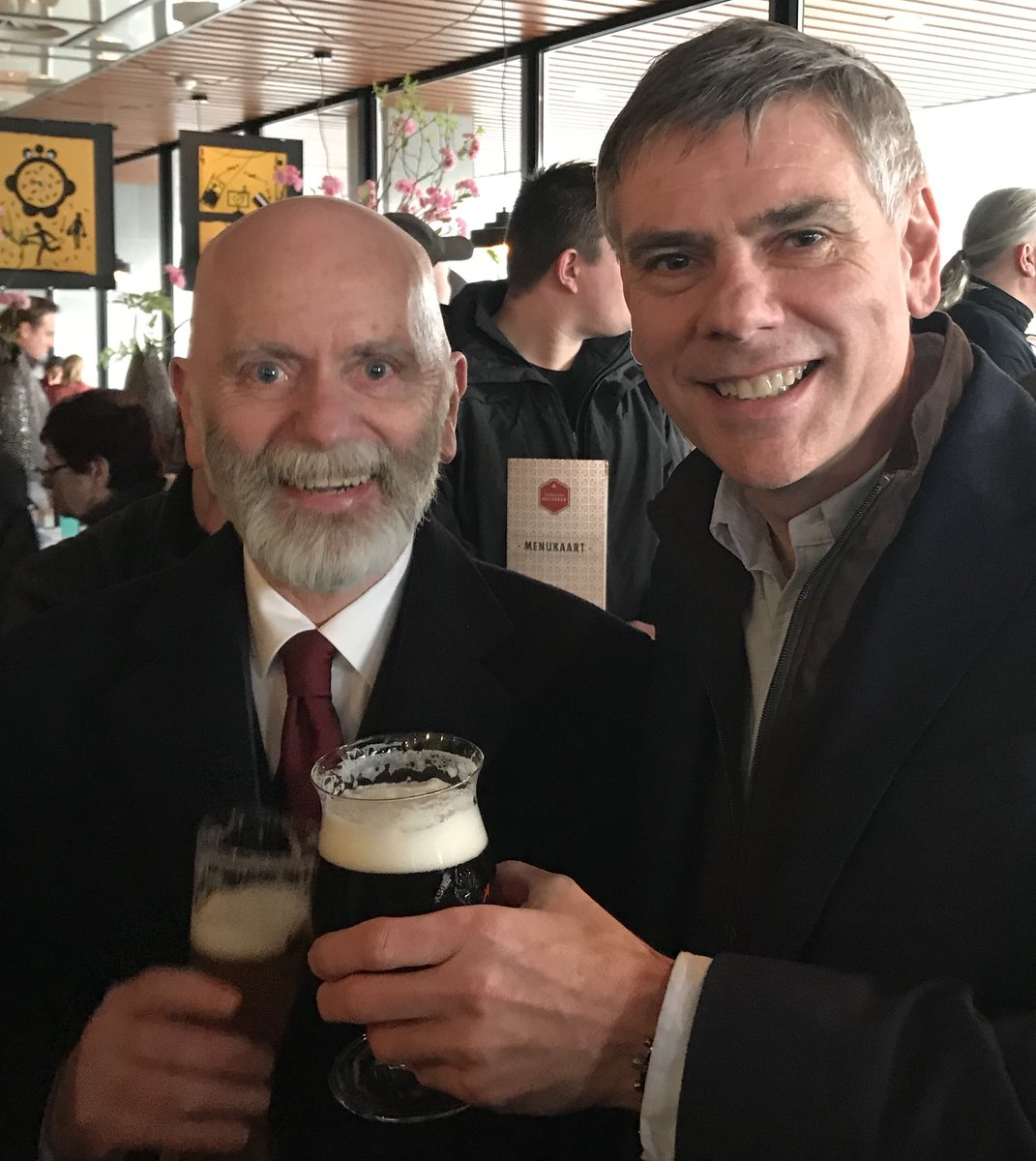
Filip Dewinter en Renaud Camus